# Córrego Água Guairaçá
Der Córrego Água Guairaçá ist ein etwa 24 km langer linker Nebenfluss des Rio Paranapanema im Nordwesten des brasilianischen Bundesstaats Paraná.

## Etymologie
Der Córrego Água Guairaçá wurde ebenso wie das Dorf Guairaçá nach dem  legendären Indianerhäuptling Guairaçá benannt. Dessen Heldentaten bleiben in der Geschichte des Bundesstaates Paraná in dauerhafter Erinnerung. Die Namen von Ort und Fluss stehen für die Ehre und die Tapferkeit dieses Mannes, der so hart für sein Volk gekämpft hat.

## Geografie

### Lage
Das Einzugsgebiet des Córrego Água Guairaçá befindet sich auf dem Terceiro Planalto Paranaense (Dritte oder Guarapuava-Hochebene von Paraná).

### Verlauf
Sein Quellgebiet liegt im Munizip Terra Rica auf 420 m Meereshöhe etwa 13 km südlich des Hauptorts an der PR-180.
Der Fluss verläuft in nördlicher Richtung. Er mündet auf 254 m Höhe von links in den Rio Paranapanema, der in diesem Bereich von der 20 km westlich liegenden Rosana-Talsperre aufgestaut ist. Er ist etwa 24 km lang.

### Munizipien im Einzugsgebiet
Der Córrego Água Guairaçá verläuft vollständig innerhalb des Munizips Terra Rica.